# Сорокатий Леонід Олексійович
Леонід Олексійович Сорокатий (10 травня 1942, с. Пудлівці, Хмельницька область) — краєзнавець, художник, член спілки художників-майстрів України.

## Біографія
Народився 10 травня 1942 року в Пудлівцях. З 1954 року навчався у дитячій художній студії, якою керував Дмитро Брик. У 1960—1962 рр. здобував освіту у Вижницькому училищі прикладного мистецтва.
Працював художником цементного заводу. Закінчив Заочний народний університет мистецтв у Москві. Заснував і керував дитячою художньою студією «Подільські Барви» на базі ЗОШ № 6 , якій в 1988 році присвоєно звання «народний самодіяльний колектив».
Цілий рік малював «Кам'янець-Подільський цемзавод», який експонувався в Москві під час роботи XXVI з'їзду КПРС на виставці робіт самодіяльних художників.
В основі творчості Л. О. Сорокатого лежить багатогранне життя Поділля, його минуле і сучасність. Автор понад 160 робіт, серед яких відзначаються серії пейзажів «Осінь на Поділлі», «Весна на Поділлі» (1991), «В старому Кам'янці» (1988), «Спогад про Кам'янець» (1988), «Стара Фортеця» (1988) та ін. Його картини експонувалися на художніх виставках в Москві, Києві, Хмельницькому, Кам'янці-Подільському та Болгарії.
У 2013 році проживав у с. Привітне, займався бджолярством і сільським господарством.